# Конгресс народа (Тринидад и Тобаго)
Конгресс народа (англ. Congress of the People; КН) — лево-центристская политическая партия в Тринидаде и Тобаго. Основана в 2006 году. 

## История
Конгресс народа был основан 10 сентября 2006 года Уинстоном Дукераном, тогдашним военно-политическим лидером Объединённого национального конгресса, когда на митинге он объявил, что покидает ОНК и формирует новую партию. Дукеран и его сторонники представляли фракцию ОНК, враждовавшую с исполнительным директором партии, который был верен основателю партии и лидеру Басдео Пандаю.
К партии вскоре присоединились депутаты ОНК Ганга Сингх и Манохар Рамсаран. Два независимых члена парламента, которые ранее покинули ОНК, Джиллиан Лаки и Джеральд Йетминг, также присоединились к новой партии.
Народный конгресс был партнёрской партией в рамках коалиции «Ассоциация народа», которая участвовала в выборах 2015 года. Хотя партия выставила кандидатов в восьми округах, она смогла победить лишь в округе Св. Августина и получить единственное место парламента, которое занял её политический лидер Пракаш Рамадхар. После этого КН вместе с Объединённым национальным конгрессом сформировали оппозицию.